# Канастеро андійський
Канасте́ро андійський (Asthenes modesta) — вид горобцеподібних птахів родини горнерових (Furnariidae). Мешкає в Андах і Патагонії.

## Опис
Довжина птаха становить 15-16 см, вага 13-22 г. Голова сірувато-коричнева, над очима білі "брови". Горло білувате з охристою плямою і дрібними темними плямками під нею. Верхня частина тіла сірувато-коричнева, нижня частина тіла білувата, груди сіруваті, живіт рудуватий. Махові пера бурі. Стернові пера двокольорові, охристо-коричневі із зовнішньої сторони і чорнуваті з внутрішньої. Дзьоб і лапи чорні.

## Підвиди
Виділяють сім підвидів:
- A. m. proxima (Chapman, 1921) — центральне і південне Перу (від Хуніна до Куско);
- A. m. modesta (Eyton, 1852) — південно-західне Перу (Арекіпа, Пуно), західна Болівія (Ла-Пас, Оруро, Потосі), північне Чилі (Тарапака, Антофагаста);
- A. m. hilereti (Oustalet, 1904) — Анди на північному заході Аргентини (гори Сьєрра-дель-Аконкіха[es] і Кумбрес-Кальчакес[es] в провінціях Тукуман і Катамарка);
- A. m. rostrata (Berlepsch, 1901) — східні схили Анд в центральній Болівії (Ла-Пас, Кочабамба);
- A. m. serrana Nores, 1986 — гори Сьєрра-де-Фаматіна[en] (Ла-Ріоха);
- A. m. cordobae Nores & Yzurieta, 1980 — центральна Аргентина (Сьєррас-де-Кордова[en] і північний схід Сан-Луїсу);
- A. m. australis Hellmayr, 1925 — центральне і південне Чилі (Анди від південної Атаками на південь до Кольчагуа, рівнини в Айсені і північному Магальянесі), західна і південна Аргентина (Анди на південь від Ла-Ріохи, рівнини від Ла-Пампи і Сьєрра-де-ла-Вентани до Буенос-Айреса та до Санта-Круса).

## Поширення і екологія
Андійські канастеро мешкають в Перу, Болівії, Аргентині і Чилі. Вони живуть у високогіних чагарникових заростях, на високогірних луках пуна  та на скелях, а також на помірних луках Патагонії. Зустрічаються на висоті до 4600 м над рівнем моря.